# Rhacalysia congoensis
Rhacalysia congoensis är en stekelart som beskrevs av Fischer 1993. Rhacalysia congoensis ingår i släktet Rhacalysia och familjen bracksteklar. Inga underarter finns listade i Catalogue of Life.